# Церква Петра і Павла (Таганрог)
 Церква Петра і Павла  (рос. Церковь Петра и Павла) — православний храм в Таганрозі. Архітектор С. В. Гущин. Будівництво розпочато в 1896 році, закрита церква в 1936 році.
Адреса: Ростовська обл., Таганрог, вул. Ломакіна, 2-а (на М'ясницькій площі по вул. Ломакіна).

## Історія
У 1893 році члени думи Юліан Пилипович Арбушевский і Петро Матвійович Добровольський підняли питання про будівництво на М'ясницькій площі Таганрогу православної церкви. 12 серпня 1893 році Таганрозький купець Петро Петрович Шилов вирішив пожертвувати на будівництво храму 15 тис. рублів. Міський архітектор С. В. Гущин в 1895 році склав план нового храму, який налічував би 550 осіб. У цьому ж році єпархіальне начальство дозволило будівництво в місті кам'яного теплого одноклиросного храму в ім'я апостола Петра. Апостол Петро був покровителем засновника міста імператора Петра I.
16 травня 1896 року було освячено місце будівництва храму. Храм почали будувати в 1896 році, в 1899 році заклали фундамент, до середини 1900 року були зведені до вікон стіни, до середини 1900-х років були повністю зведені стіни. Будівництво підтримувалося на кошти купця П. П. Шилова, який витратив на неї 30 тис. рублів. Іконостас був виготовлений на кошти купця Петра Шилова, який обійшовся йому в 10 тисяч рублів.
Іконостас храму був трьохпрестольний, виготовлений із сосни, колони, рами та орнаменти, різьба — з липи. Прикраси іконостасу були позолочені. Ікони виконали художники іконописної майстерні Івана Євстафійовича Гетьмана.
Побудований храм апостолів Петра та Павла став найвищим в Таганрозі. Храм був виконаний в «російському» стилі, у формах та з мотивів давньоруської архітектури XVII століття. Його освячення відбулося 17 вересня 1906 року. Служби з перервою, пов'язаних з невдоволенням настоятелів сусідніх храмів через відтік парафіян, почалися в 1906 році.
Першим старостою храму був Бебешин, першим настоятелем був Шатуленко.
Купець Петро Петрович Шилов, який пожертвував кошти на спорудження храму, помер від холери 2 серпня 1910 року. Він заздалегідь виклопотав право бути похованим в огорожі церкви, але за існуючим на той час правилом, померлих від холери не можна було ховати як при церкві, так і на території кладовищ.
У 1934 році храм закрили та передали для проживання циганам. В цей час циган насильно примушували до осілого способу життя. По закінченні двох років циган переселили, а в будівлі церкви влаштували картонажну фабрику. У 1936 році храм був розібраний на цеглу для будівництва місцевої школи.

Церква Петра і Павла
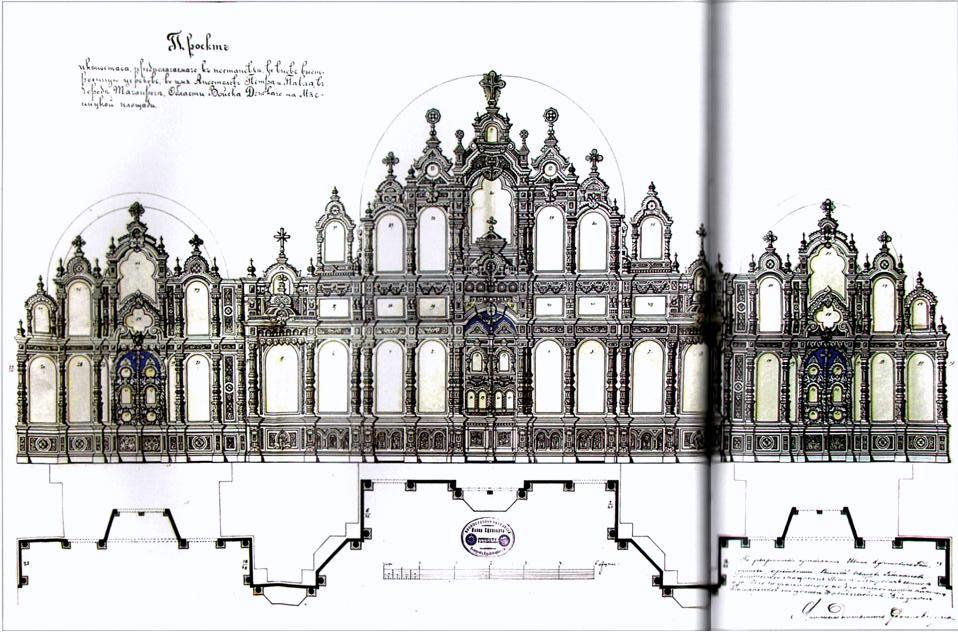
Проект іконостасу
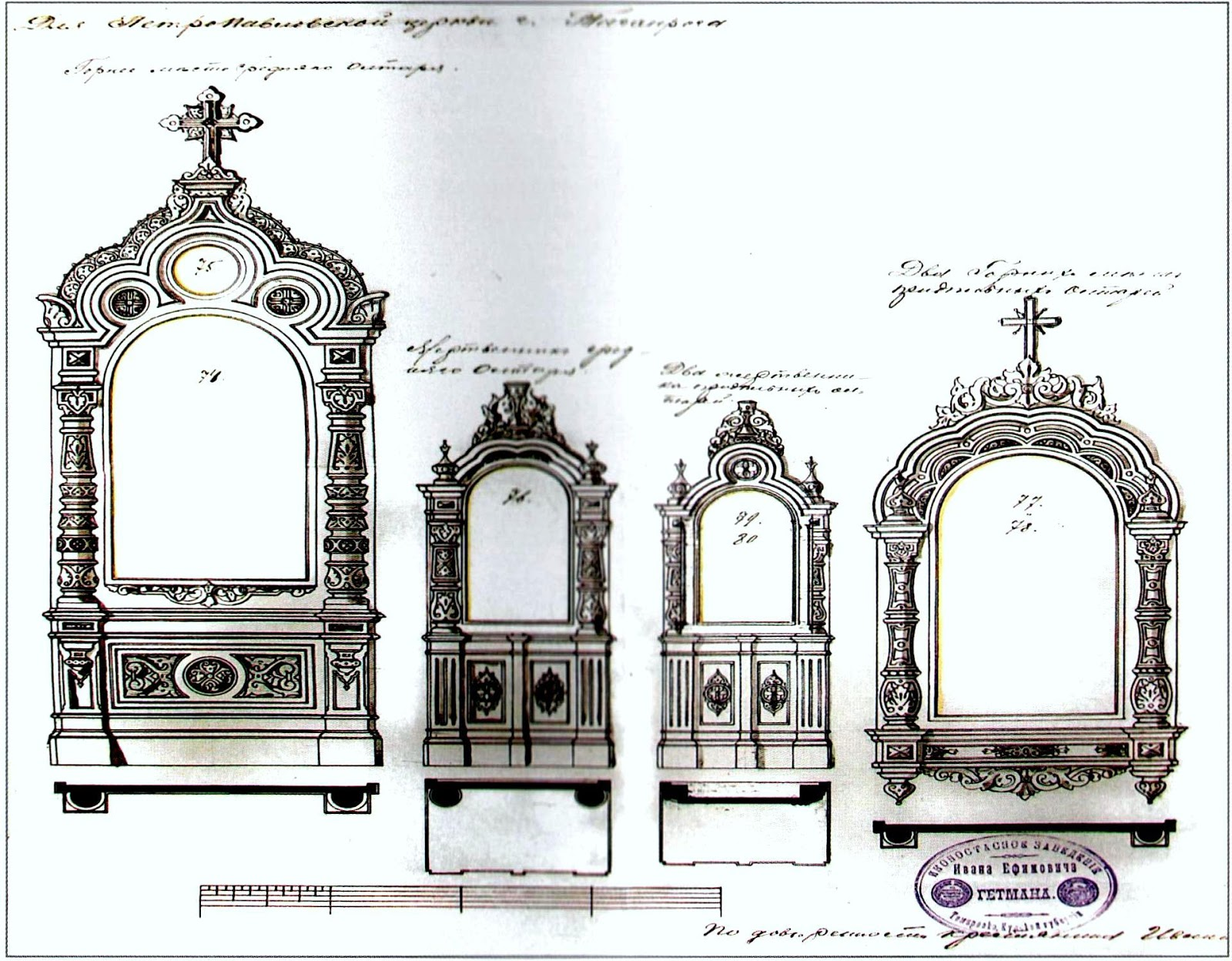
Проект іконостасу
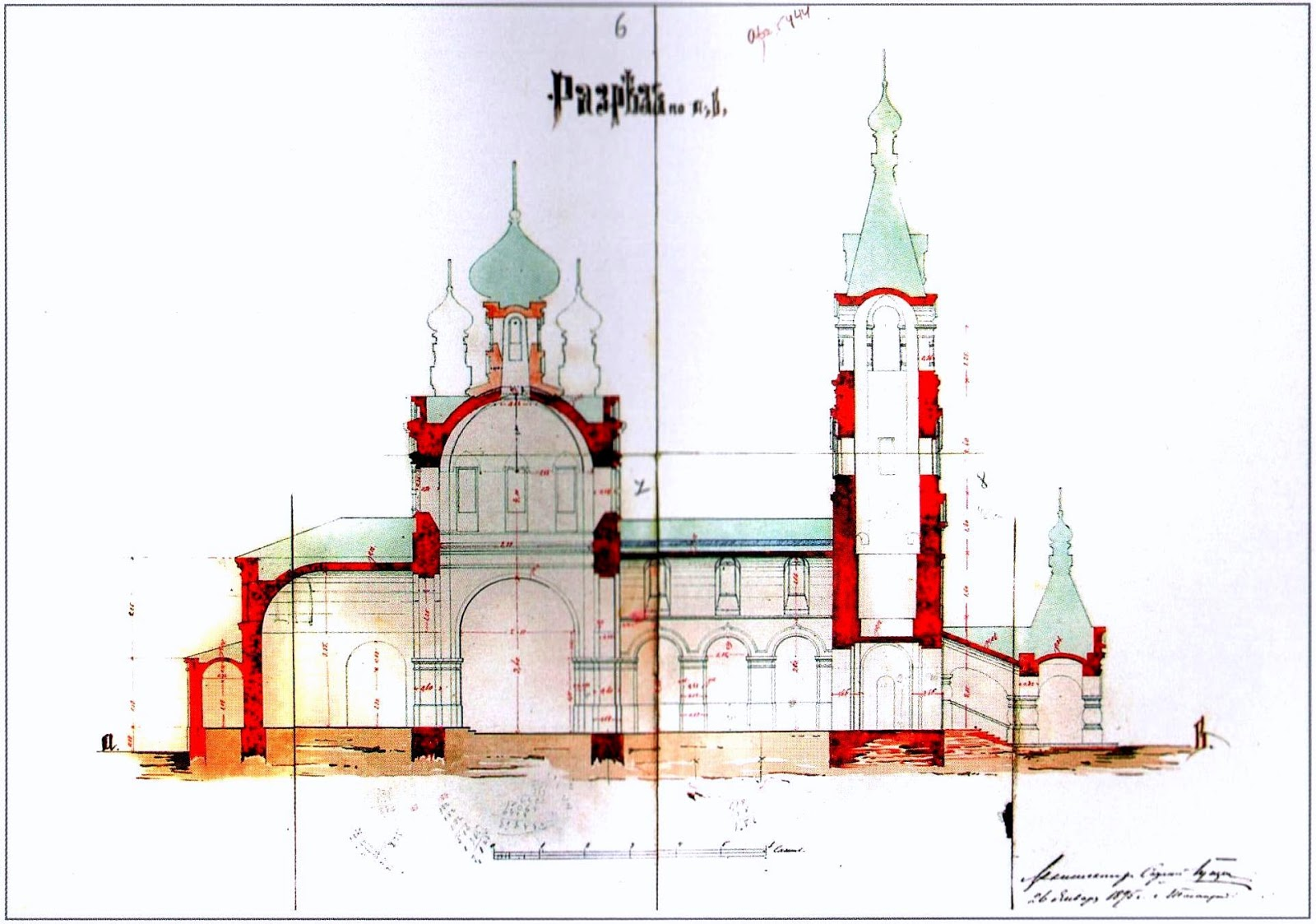
Церква Петра і Павла в розрізі
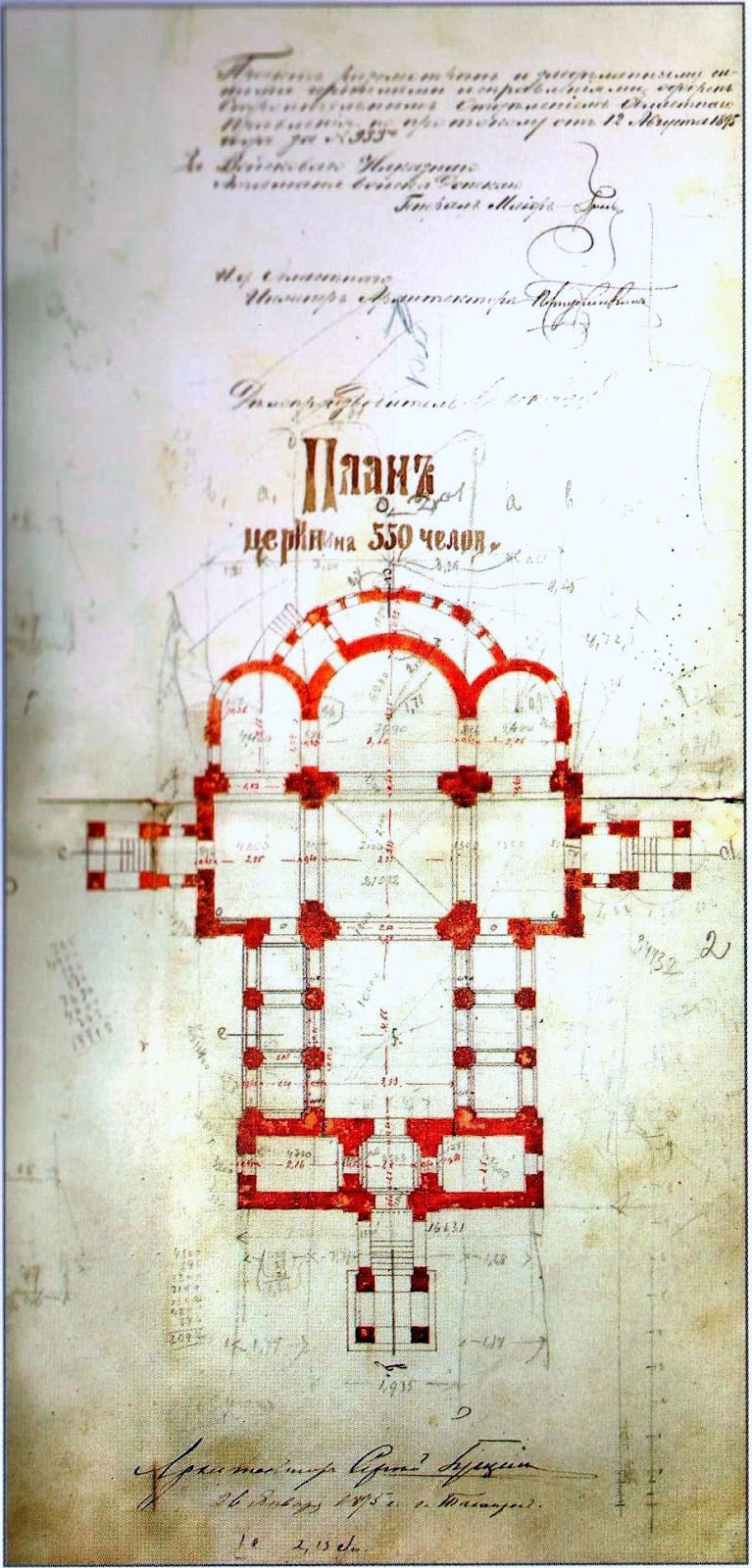
План церкви, 1895г.
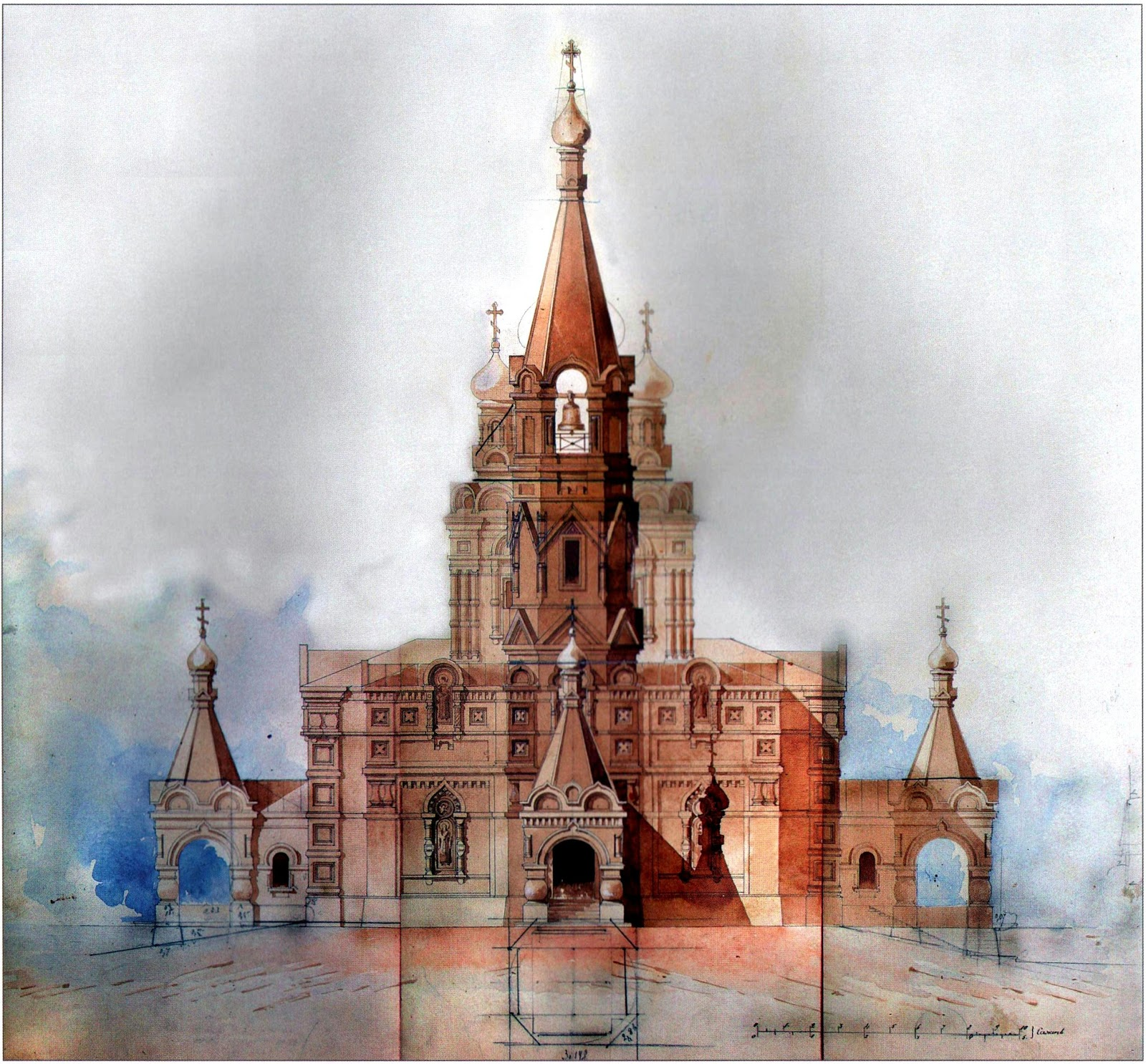
Церква Петра і Павла. Проект.